# Pholcus suizhongicus
Pholcus suizhongicus là một loài nhện trong họ Pholcidae. Loài này được phát hiện ở Trung Quốc.